# Иосиф (Йовчев)
Экза́рх Ио́сиф I (болг. Екзарх Йосиф I, в миру Ла́зар Йо́вчев; 5 мая 1840, Калофер — 20 июня 1915, София) — епископ Болгарской православной церкви, в 1877—1915 годы её предстоятель — Экзарх (в схизме).
Деятель болгарского национального возрождения, общественно-политический деятель Болгарии и Османской империи.

## Биография
Родился 5 мая 1840 года в городке Калофер у подножия гор Стара-Планина. В 1845 году умирают его родители, после чего его воспитанием занималась старшая сестра Рада.
Начальное образование получил в калоферском четырёхклассном училище при дидаскале Ботё Петкове, где изучал французский, греческий и русский языки. Отличался любознательностью и трудолюбием. Недолго был там же помощником учителя.
В 1860 году вместе с сестрой уезжает в Константинополь, где с 1861 года учился в греческом училище в Куру-чешме. В 1862 году, благодаря рекомендациям Христо Тыпчилещова, был принят во Французское миссионерское училище в городе Бебек близ Константинополя. Там его преподавателем и покровителем был Эжен Боре.
В 1864 году окончил Французское училище и на средства, отпущенные ему Калоферским школьным советом, уезжает во Францию, где с осени 1864 года до 1867 года обучался на Философско-литературном факультете Сорбонны, а с 1867 по 1870 год — на юридическом факультете Сорбонны.
В 1870 году выехал в Швейцарию, а затем вернулся в Константинополь, где был назначен внештатным чиновником в центральном торговом суде. Тогда началась его публицистическая деятельность в газете «Македония», редактором которой был Петко Славейков, и журнале «Читалиште», в который был опубликован ряд его статей и рецензий. Позже берёт на себя редактирование журнала «Читалиште», а вместе с тем становится членом правления Македонской дружины. Избран в руководстве Македонской болгарской дружины.
После провозглашения Болгарского Экзархата получает приглашение со стороны Смешанного экзархийского совета занять должность секретаря данного Совета. Согласившись, занял эту должность 12 января 1872 года. Прибывший в Константинополь новоизбранный экзарх Анфим (Чалыков) нашёл в лице секретаря Экзархата ценного и деятельного помощника.
Решил всецело посвятить себя служению в только что созданном Болгарском экзархате, 23 сентября 1872 года в параклисе Болгарской экзархии митрополитом Пловдивским Панаретом (Мишайковым) был пострижен в монашество с именем Иосиф, а 24 сентября в Болгарском храме святого Стефана экзархом Анфимом I был хиротонисан в иеродиакона, а в конце года — во иеромонаха.
6 января 1873 года был возведён в сан архимандрита и назначен протосинкеллом Болгарского экзархата.
В последующие 3 года архимандрит Иосиф участвовал в организации Болгарского экзархата, путешествовал по болгарским землям, встречался с представителями великих держав. Подобная работа поручалась ему не только из-за прекрасного владения им французским языком, но и благодаря его таланту вести переговоры и убеждать.
2 февраля 1876 года в храме святого Стефана архимандрит Иосиф был хиротонисан в сан епископа Ловчанского с возведением в сан митрополита.
Основательное светское образование, познания в юриспруденции, широкая эрудиция и проявленное им дипломатичное поведение сделали его кандидатуру приемлемой для должности болгарского экзарха среди влиятельных кругов Константинополя в день начала Русско-турецкой войны в 1877 году. 24 апреля 1877 года митрополит Ловчанский Иосиф был избран и провозглашён Экзархом на «Церковно-народном соборе» в экзархийском доме Ортакёе.
На тот момент судьба болгарского народа решалась на полях сражений в Мёзии, Балканских горах и Фракии. Однако воссозданная согласно Сан-Стефанскому мирному договору (3 марта 1878 года) Болгария в соответствии с Берлинским трактатом (1 июня 1878 года) была разделена на независимое Княжество Болгария и на автономную провинцию Восточная Румелия в составе Оманской империи, под прямое управление которой также была возвращена часть населённых болгарами земель. Турецкое правительство не разрешило единого церковного управления для всех болгар, поэтому экзарх Иосиф направил свою деятельность на епархии, оставшиеся в пределах Османской империи, и определил свою миссию как объединение всего болгарского населения. В границах Княжества Болгария Болгарская церковь управлялась Священным Синодом, возглавляемым наместником-председателем. Экзарх Иосиф, действуя больше как дипломат и политик, а не духовный лидер, неустанно боролся за поддержание болгарского духа политически разделённого Болгарского экзархата, защищая церковно-национальные интересы и права болгар в Македонии, Эгейской (западной) и Адрианопольской (восточной) Фракии, оставшихся под османской властью. Активно выступал против усиления сербской и греческой пропаганды в этих областях. Экзарх Иосиф проявил себя исключительным дипломатом — всегда был тактичен, умерен и лоялен к султану и Высокой порте. Об этом красноречиво говорят более десяти османских орденов и медалей высшего достоинства. Экзарх Иосиф был сторонником мирной политики и это породило противоречия между ним и революционными деятелями Внутренней Македонской революционной организации. Часто повторяемая экзархом фраза, что «не революция спасёт Македонию, а эволюция и просвещение» возмутила революционных деятелей.
Экзарху Иосифу удалось вытребовать бераты для болгарских епископов в Скопье и Охриде (1890), в Неврокопе и Велесе (1894), в Битоле, Струмице и Дебре (1897). Так семь епархий получили митрополитов. Кроме них в Болгарском экзархате были устроены ещё восемь епархий в Македонии и одна в Адрианопольском крае. В подчинении Экзарха Иосифа находились более 1300 храмов, почти 300 часовен и 73 монастыря, в которых служили 1354 священника.
Одним из важнейших направлений его работы было развитие учебного дела на неосвобождённых болгарских землях. Его усилиями для обучения священников была открыта болгарская духовная семинария в Константинополе, он заботился о строительстве храмов, открытии школ, приобретении учебных пособий, подготовке учителей, отправке одарённых молодых людей на обучение за границу. В 1902 году экзарх Иосиф был избран почётным членом болгарского книжного общества, преобразованного в 1911 году в Болгарскую академую наук. Благодаря его неустанной деятельности в 1912—1913 году в Болгарской экзархии было 1373 школы, 13 гимназии, 87 прогимназии с 78 854 учениками и 2266 учителями.

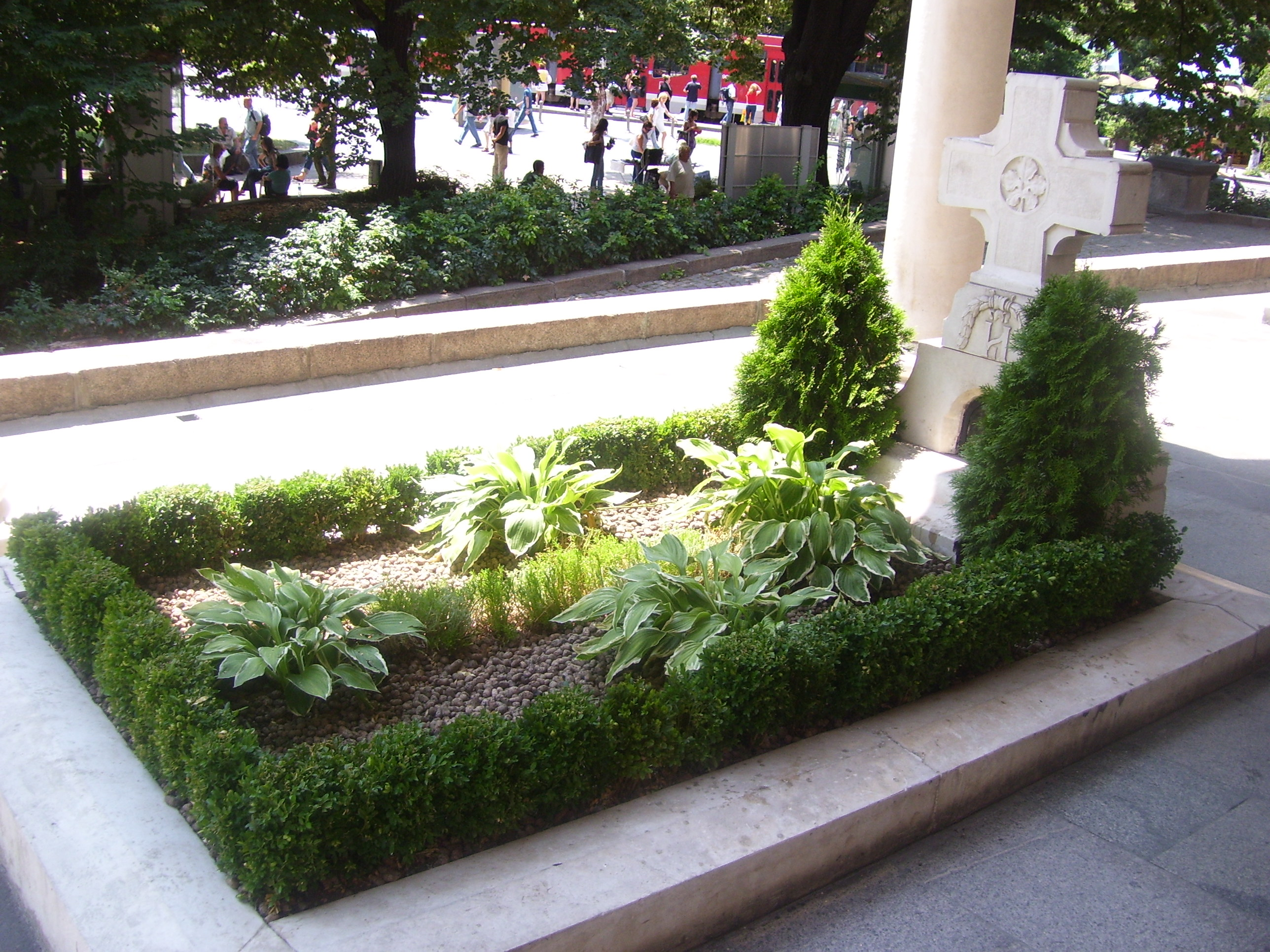
Могила экзарха Иосифа в южной галерее церкви Святой Недели, София

Экзарх ликовал от успехов победного марша болгарского воинства во время Балканской войны (1912—1913) и очень тяжело переживал решения Бухарестского мирного договора после провальной для Болгарии Межсоюзнической войны. Дело, построенное с таким трудом и любовью, было раздавлено. 27 ноября 1913 года, после 36-летнего пребывания в Константинополе, вместе с изгнанными болгарскими иерархами из Македонии и Одринской Фракии экзарх Иосиф вынужден был покинуть Константинополь и вернуться в Софию, сокрушённый душевно и физически.
Несмотря на ухудшившееся состояние здоровья и преклонный возраст, он до последнего часа оставался во главе Болгарского экзархата. Скончался 20 июня 1915 года в Софии. Похоронен рядом с алтарём под колоннадой Собора Святой Недели в Софии, недалеко от боковой алтарной двери.